# Lineostethus clypeatus
Lineostethus clypeatus är en insektsart som först beskrevs av Carl Stål 1862.  Lineostethus clypeatus ingår i släktet Lineostethus och familjen bärfisar. Inga underarter finns listade i Catalogue of Life.